# ОШ „Бранко Радичевић” Петрово
ОШ „Бранко Радичевић” једна је од основних школа у Петрову. Налази се у улици Петрово бб. Име је добила по романтичарском песнику Бранку Радичевићу.
У оквиру пројекта „Брига о деци — заједничка одговорност и обавеза” одржана су предавања „Пубертет и хигијена у пубертету” и „Превенција малолетничке деликвенције — Опасности на интернету” 2018. године, „Превенција злоупотребе дуванских производа, алкохола и дрога” и „Заштита репродуктивног здравља” 2019. Реализован је и пројекат ,,Развој школског спорта” и манифестација „Упознајмо се” 2019. године.

## Догађаји
Догађаји основне школе „Бранко Радичевић”:
- Дечија недеља[7]
- Сајам школског задругарства[8]
- Међународни дан дечијих права[9]
- Светски дан књиге[10]
- Спортски дан „Игре без граница”[11]
- Дан школских библиотека[12]
- Дан полиције[13]
- Школска слава Свети Сава[14]
- Традиционални маскенбал „Свет дечије маште”[15]